# حبيت (ألبوم)
حبيت هو الألبوم الأستوديو الرابع للفنانة المصرية شيرين ويحتوي على 10 أغنيات جميعها باللهجة المصرية وهو الألبوم الثاني مع شركة روتانا بعد ألبوم بطمنك

## الأغاني
| #   | عنوان                            | تأليف           | تلحين        | المدة |
| --- | -------------------------------- | --------------- | ------------ | ----- |
| 1.  | "أخيراً إتجرأت" (باللهجة المصرية) | نادر عبد الله   | وليد سعد     | 4:09  |
| 2.  | "كتر خيري" (باللهجة المصرية)     | نادر عبد الله   | تامر علي     | 4:09  |
| 3.  | "انكتبلي عمر" (باللهجة المصرية)  | نادر عبد الله   | تامر علي     | 3:56  |
| 4.  | "حبيت" (باللهجة المصرية)         | محمد رفاعي      | تامر علي     | 4:19  |
| 5.  | "خلتني أخاف" (باللهجة المصرية)   | هاني عبد الكريم | تامر عاشور   | 4:08  |
| 6.  | "قول لإمتى" (باللهجة المصرية)    | هاني عبد الكريم | محمد مصطفى   | 3:34  |
| 7.  | "مفيش مانع" (باللهجة المصرية)    | جمال الخولي     | تامر علي     | 4:51  |
| 8.  | "ما بلاش" (باللهجة المصرية)      | نورا الباز      | تامر علي     | 4:06  |
| 9.  | "متحاسبنيش" (باللهجة المصرية)    | محمد رفاعي      | محمد رفاعي   | 4:53  |
| 10. | "فاكرني إيه" (باللهجة المصرية)   | نصر محروس       | رياض الهمشري | 4:41  |